# Мейер, Иоганнес
Иоганнес Мейер, или Иоганн Мейгер (нем. Johannes Meyer, лат. Johannes Meyger Turicensis; 1422 или 1423, Цюрих — 20 июля 1485, Фрайбург-им-Брайсгау) — швейцарский и немецкий хронист и теолог, монах-доминиканец, один из реформаторов и летописцев ордена братьев-проповедников.

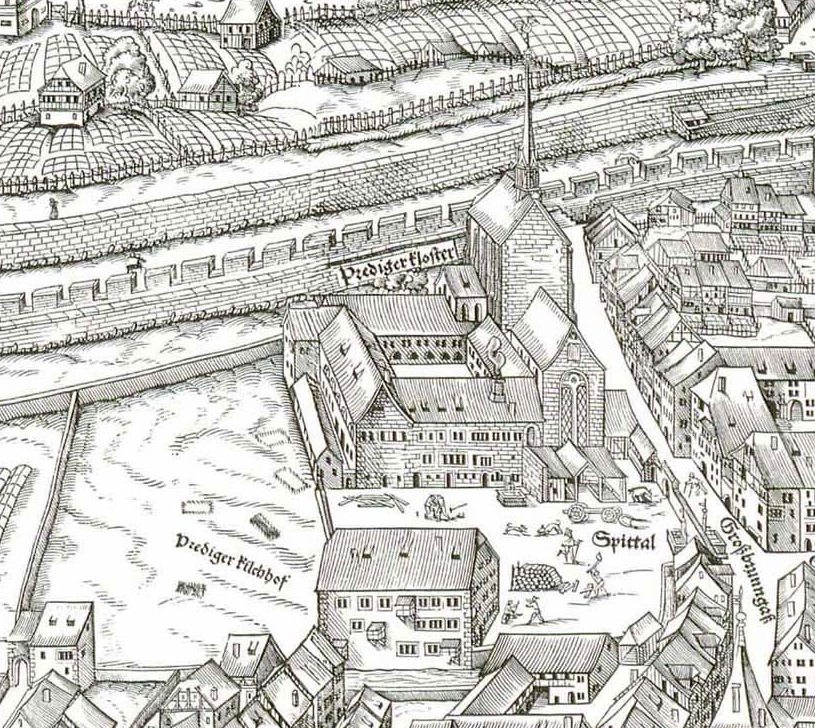
Монастырь Предигерклостер (Проповедников) на плане города Цюриха Йоса Мурера (1576)

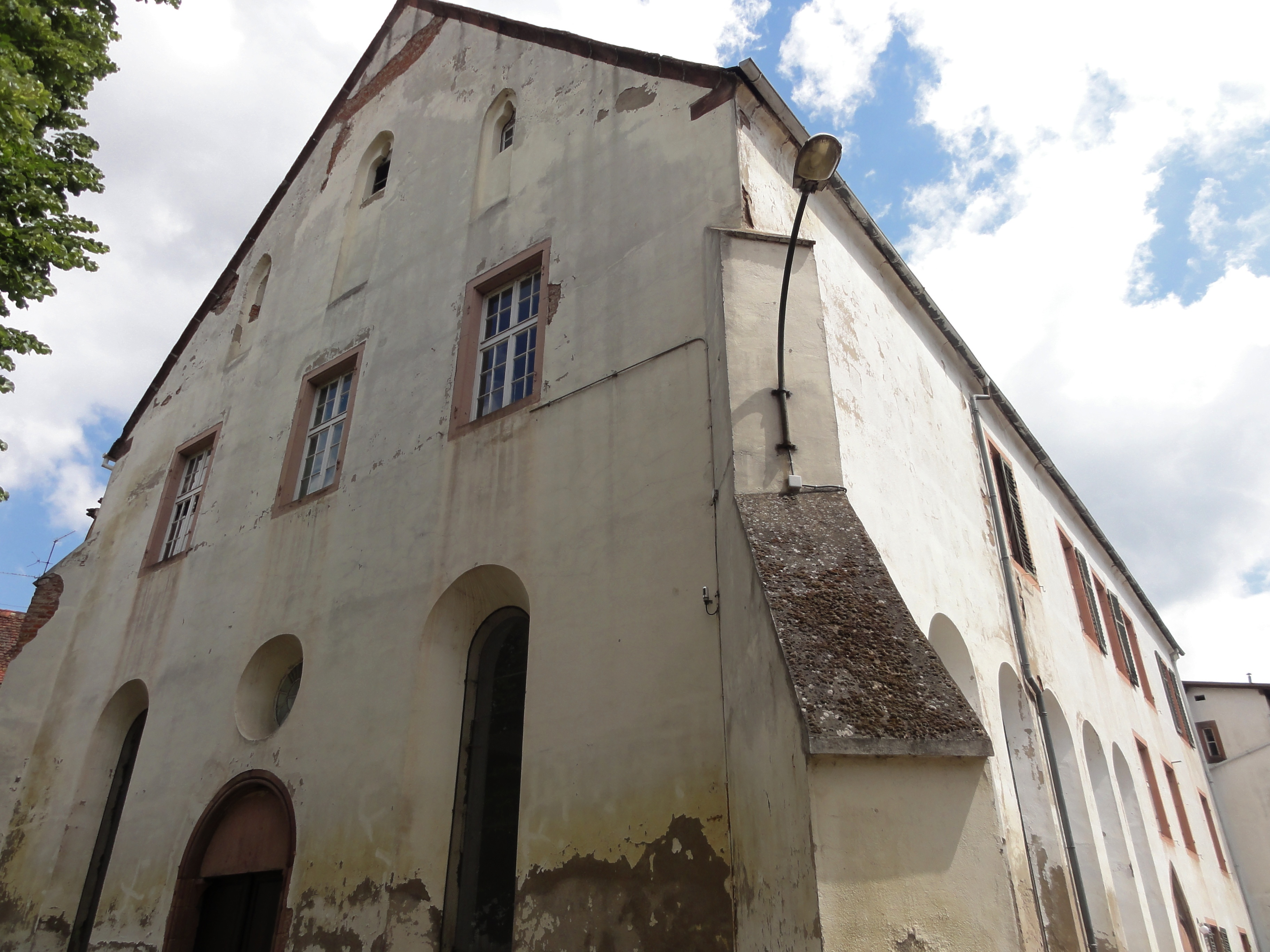
Церковь Св. Квирина в Силосском монастыре Шлеттштадта, XIII в.

## Биография

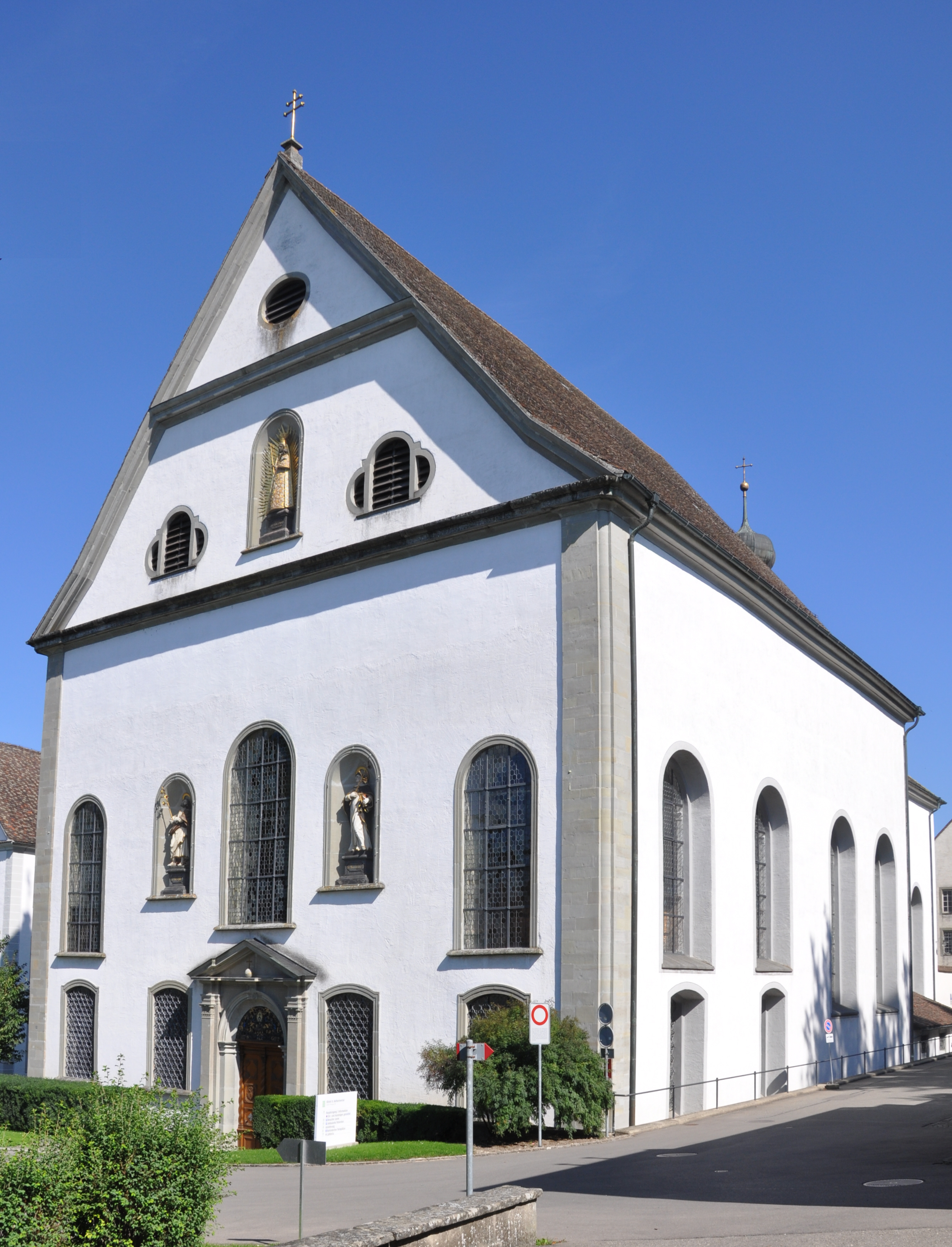
Церковь Св. Екатерины Александрийской в монастыре Санкт-Катариненталь в Дисенхофене (1269)

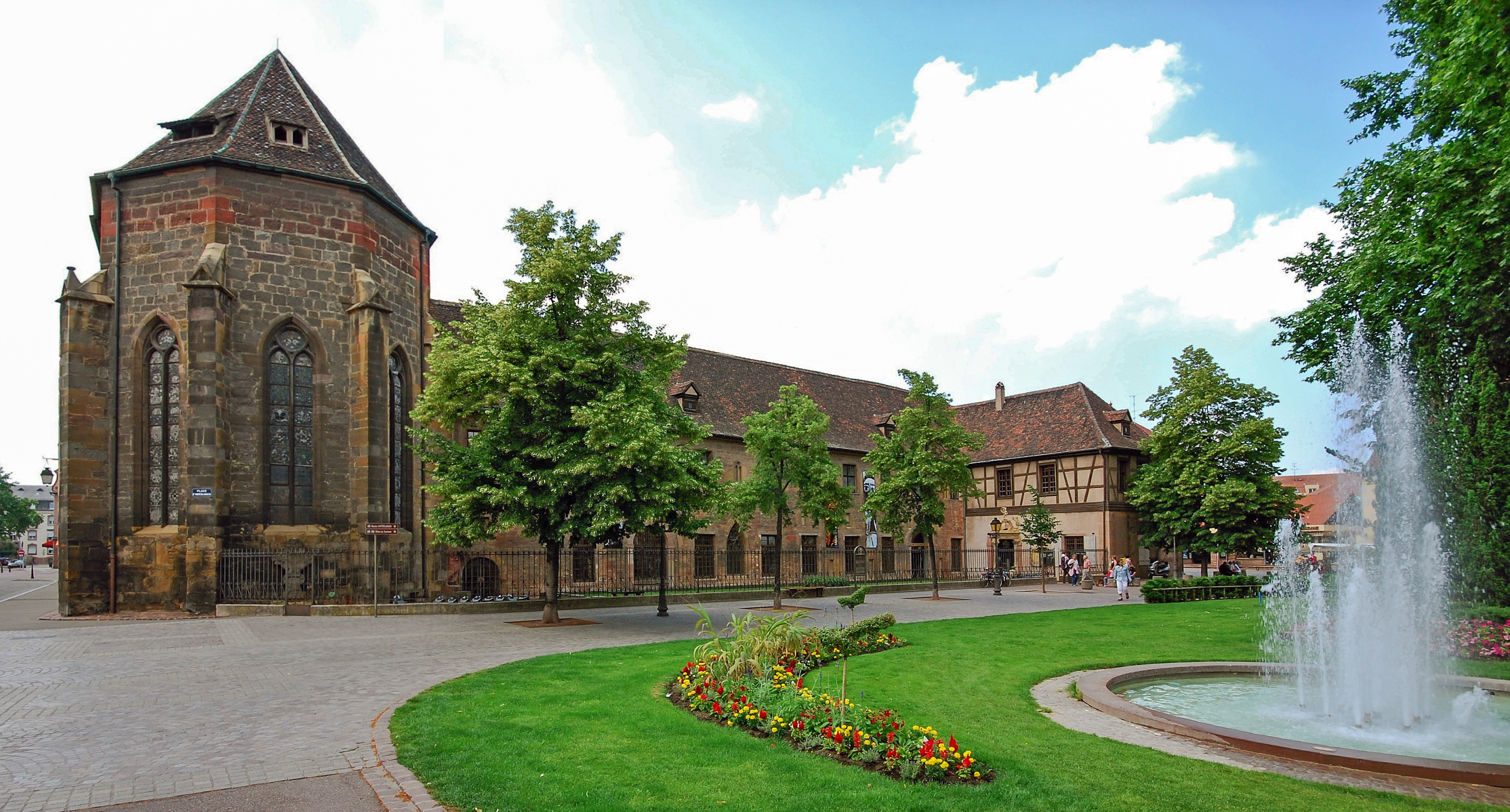
Монастырь Унтерлинден в Кольмаре, в 1853 году превращённый в музей

Родился около 1422 или 1423 года в Цюрихе в семье зажиточных горожан. В 1432 году, в возрасте 9 или 10 лет, стал послушником местного доминиканского монастыря Предигерклостер (Проповедников). В 1442 году перебрался в монастырь в Базеле, известный своими реформаторами-доминиканцами, где его учителем стал лектор Иоганнес из Майнца (ум. 1457). Обладая статусом «индивидуального члена» (лат. filius nativus), принадлежал к терциариям ордена и мог нестрого соблюдать его обеты.
После рукоположения служил духовником в различных женских доминиканских монастырях, в частности, в 1454—1458 годах в обители Инзельклостер (Св. Михеля-на-Острове) в Берне, в 1458—1465 в аббатстве Шёненштайнбах в Виттенайме и монастыре Ангельских врат в Гебвиллере (Эльзас), с 1467 года в Силосском монастыре (Св. Доминика Силосского) в Шлеттштадте, в 1473—1477 годах в Либенау в Вормсе, а после — в монастыре Санкт-Катариненталь в Дисенхофене. В 1482 году осел в монастыре Благовещения Девы Марии в Адельхаузене (Фрайбург-им-Брайсгау). 
Будучи сторонником движения доминиканских обсервантов и последователем таких видных его представителей, как 23-й магистр ордена Раймонд Капуанский (1330—1399), настоятель Шёненштайнбаха Конрад Прусский (1370—1426), нюрнбергский аббат и богослов Иоганнес Нидер (1385—1438) и др., активно участвовал в реформировании монастырской жизни в Тевтонской провинции, считая главной своей задачей приведение её в соответствие канонам, установленным в XIII веке отцами-основателями ордена. Свои преобразования в основном проводил в женских общинах, изредка касаясь некоторых мужских, например во Франкфурте. В Адельхаузене действовал не только в монастыре Благовещения, но и в обителях Св. Агнессы и Св. Марии Магдалины. Также сыграл важную роль в реформировании монастырской жизни во Фрайбурге, Нюрнберге, Кирххайм-унтер-Текке и Унтерлиндене (Кольмар).
Умер 20 июля 1485 года в обители Адельхаузен в должности духовника соборной церкви, где и был погребён. После того как в 1679 году монастырь был разобран захватившими город французами, использовавшими его камни для строительства крепости под руководством знаменитого Вобана, захоронение исчезло.

## Сочинения
Известно не менее 12 трудов, бесспорно атрибутированных Иоганнесу Мейеру, дошедших до нас в более-менее полном виде:
- «Книга должностей» (нем. Buch der Ämter, 1454). Сохранилась не менее чем в 8 рукописях второй пол. XV в., хранящихся в городском архиве Фрайбурга-им-Брайсгау, библиотеке земли Баден-Вюртемберг в Карлсруэ, университетских библиотеках Лейпцига и Тюбингена и др. собраниях.
- «Каталог приоратов Тевтонской провинции» (лат. Catalogus Priorum provincialium Provinciae Teutoniae, 1454—1517). Сохранилась в единственной автографической рукописи из Университетской библиотеки Базеля[нем.].
- «Книга основания и расширения монастыря Святого Михеля-на-Острове» (нем. Buch der stiftung und wider bringung des closter in sant Michels inseln, 1454—1455). Сохранилась в единственной рукописи кон. XV в. из библиотеки Вроцлавского университета.
- «Книга знаменитых мужей ордена проповедников» (лат. Liber de viris illustribus Ordinis Praedicatorum, 1466). Сохранилась в автографической рукописи из Университетской библиотеки Базеля.
- «Основание, восстановление и преобразование женского монастыря Ангельских врат в Гебвиллере» (лат. De fundacione, restauracione ac reformacione monasterii sororum Angelice Porte oppidi Gewilerensis ordinis predicatorum, нем. Über Gründung, Wiederrichtung und Reform des Dominikanerinnenklosters Engelport in Gebweiler, 1466). Известно в единственной рукописи из Университетской библиотеки Базеля.
- «Книга преобразований в ордене проповедников» (нем. Buch der Reformacio Predigerordens, 1468)[16], сохранившаяся не менее чем в 6 манускриптах второй половины XV века из Баварской государственной библиотеки в Мюнхене, Баденской земельной библиотеки в Карлсруэ, Национальной и университетской библиотеки[нем.] в Страсбурге, Тюбингенской университетской библиотеки, библиотеки монастыря Св. Галла в Санкт-Галлене и государственного архива департамента Верхний Рейн в Кольмаре[17].
- «Жизнь братьев ордена проповедников» (нем. Leben der Brüder Predigerordens, 1469)[16], посвящённая первым годам истории ордена со времён второго генерального магистра Иордана Саксонского (ум. 1237) до смерти четвёртого Иоганна фон Вильдесхаузена (1252)[16]. Четыре известные её рукописи находятся в Берлинской государственной библиотеке, Баварской государственной библиотеке, Университетской библиотеке Базеля и архиве Фрайбурга.
- «Хроника достопамятных дел, что происходили с самого основания ордена» (лат. Cronica der bepsten so gewesen sint sider anfang brediger ordens, 1470). Сохранилась в трёх рукописях из Берлинской государственной библиотеки, Университетской библиотеки Базеля и архива Фрайбурга.
- «Хроника римских королей и императоров, правивших с самого основания ордена» (нем. Cronica der römischen künigen und keysren, so gewesen sint sider anfang brediger ordens, 1471). Сохранилась в двух манускриптах из Берлинской государственной библиотеки и Университетской библиотеки Базеля.
- «Послание к сёстрам ордена проповедников» (нем. Epistel brieffe zu den swestern brediger ordens, 1471—1472). Сохранилось в двух рукописях второй пол. XV в. из Берлинской государственной библиотеки и архива Фрайбурга.
- «Ранние святые отцы и наставники ордена проповедников из Парижа» (лат. De primis sanctis patribus Parisiensibus doctoribus de ordine fratrum Praedicatorum, 1475). Известно в единственной рукописи из собрания Баварского национального музея в Мюнхене.
- «Краткая хроника ордена проповедников» (лат. Chronica brevis Ordinis Praedicatorum, 1479)[16]. Сохранилась в единственной рукописи из того же рукописного собрания[14][18].

Наиболее значительные сочинения Мейера на немецком языке включают «Книгу должностей», написанную в 1454 году в Берне, «Книгу преобразований в ордене проповедников», составлявшуюся предположительно там же начиная с 1455 года, «Хронику достопамятных дел», законченную к 1470 году, и «Хронику римских королей и императоров», составленную в 1471 году.
В двух первых, опираясь на богословские трактаты, послания, архивные документы, устные отчёты, беседы и собственный опыт, Мейер обстоятельно излагает не только обязательные правила жизни в реформированном доминиканском монастыре, строго обозначив обязанности каждого члена общины, но и подробно описывает многие аспекты как богослужебной и проповеднической деятельности, так и повседневного быта женских обителей Тевтонской провинции ордена до преобразований 1468 года. Причём, наряду с успехами в преобразованиях, упоминаются и некоторые неудачи, например, в обители Оффенхаузена, с подробным разъяснением их причин. Основным источником для Мейера послужил латинский трактат «Об обязанностях членов ордена» (лат. De officis ordinis), составленный в середине XIII века пятым генеральным магистром доминиканцев Гумбертом Романским, который он не только перевёл, но и существенно дополнил, переориентировав для использования в женских монастырях.
Каждый из десяти томов «Книги преобразований» посвящён отдельному аспекту жизни и деятельности ордена:

1. Сравнение Доминиканского ордена с другими орденами.

2. Описание путей к очищению тела и души.

3—5. Хроника монастыря Шёненштайнбах (нем. Chronik des Schönensteinbacher Closters) с 1153 по 1394 год.

6. Описание и происхождение элементов монашеского облачения.

7. Список женских доминиканских монастырей Тевтонской провинции.

8. Описание существующей в них практики богослужения.

9. Жизнеописания 29 выдающихся деятелей ордена.

10. Перечень свобод и привилегий, дарованных ордену папскими указами.
Новейший английский перевод «Книги преобразований» Иоганнеса Мейера был подготовлен в 2019 году под эгидой Папского института средневековых исследований историком-медиевистом научным сотрудником Института Средневековья Университета Нотр-Дам (Саут-Бенд (Индиана)) Клэр Тейлор Джонс под заглавием «История женщин в эпоху Реформации: Хроники Доминиканских обрядов Иоганнеса Мейера». Помимо обстоятельных комментариев, издание сопровождается обширным авторским введением, содержащим широкую картину социальных, политических и экономических сдвигов в жизни германских земель XV столетия, способствовавших реформированию в них монастырской жизни.
Исторические хроники Иоганнеса Мейера, составленные между 1469 и 1471 годами на латыни, отличаются фактологической точностью, но не особенно полны и объективны, трактуя мировые и общегерманские события с точки зрения доминиканцев и рассматривая их, как правило, в связи с деятельностью ордена. В них освещается правление императоров Священной Римской империи, начиная с Фридриха I Барбароссы (1155—1190) и кончая Фридрихом III (1452—1493), деятельность римских пап, начиная с Иннокентия III (1198—1216) и кончая Павлом II (1464—1471), а также первых пяти генеральных магистров ордена проповедников. Основными источниками для них послужили «Жития братьев ордена проповедников» Жеро из Фраше (1260), «Хроника пап и императоров» Мартина Опавского (1278), «Книга достопамятных времён и событий» Генриха Херфорского (1355), анонимная «Краткая история ордена проповедников» (1367), «Всемирная хроника» Якоба Твингера из Кёнигсхофена (1420), а также исторические сочинения Якоба фон Зоста (нач. XV в.). Сообщения о современных Мейеру событиях, включая период орденских реформ второй половины XV века, местами содержат лакуны, в других случаях информация для них подобрана произвольно, что, вероятно, вызвано как переездами автора из одной обители в другую, так и его личными отношениями с местными церковными и светскими властями.
Неподдельный интерес вызывают сочинения Мейера, посвящённые истории отдельных эльзасских монастырей, в частности, Шёненштайнбах в Виттенайме или Ангельских врат в Гебвиллере, а также жизнеописания наиболее выдающихся деятелей ордена, вошедшие в сборник «Книга знаменитых мужей» (лат. Liber de illustribus viris, 1466). Вместе с тем, исследователи обратили внимание на то, что составленный им список приоратских монастырей доминиканского ордена, сохранившийся в Базельском кодексе, неполон, и обители в Люксембурге, Шлеттштадте, Трире и Ротвайле внесены были в него другой рукой лишь около 1517 года.
Помимо вышеперечисленных работ, Иоганнес Мейер продолжил и дополнил «Хронику визионерок Адельхаузена», составленную около 1318 года настоятельницей монастыря Благовещения Девы Марии в Адельхаузене Анной фон Мюнзинген (ум. 1327), а также отредактировал «Сестринскую книгу» настоятельницы Унтерлинденского монастыря в Кольмаре Катарины фон Геберсвайлер (1310—1320) и «Жития сестёр обители Тёсс» Элизабет Штагель из Винтертура (1300—1360).
Некоторые работы Мейера были утрачены ещё в старину и известны лишь по своим названиям, другие, такие как, к примеру, хроника монастыря Инзельклостер (Св. Михеля-на-Острове) в Берне (нем. Chronik des Inselklosters St. Michael in Bern) или «Житие Маргариты Штюлингер» (нем. Vita von Margareth Stülinger), ему лишь приписываются. Значительная часть произведений Мейера должным образом не исследованы и не опубликованы до сих пор. В частности, остаётся предметом дискуссии влияние на творчество Мейера идей Св. Екатерины Сиенской (1347—1380), духовным наставником которой был Раймонд Капуанский.
Энергичный администратор, плодовитый писатель и публицист, но посредственный историк, бесконечно далёкий от каких-либо современных ему гуманистических идей, Иоганнес Мейер, тем не менее, не только оказал значительное влияние на последнюю волну реформ в доминиканском ордене (1474—1500), но и оставил потомкам вполне надёжные свидетельства о преобразованиях в светской, церковной и монастырской жизни своей эпохи.

## Издания
- Die Chronik der Anna von Munzingen nach der ältesten Abschrift mit Einleitung und fünf Beilagen. Beilage 1. Die Schriften des Johannes Meyer. Hrsg. von Johann König // Freiburger Diözesan-Archiv. — Band 13. — Freiburg im Breisgau: Herder, 1880. — S. 194–210.
- Johannes Meyer. Buch der Reformacio Predigerordens. Hrsg. von B. M. Reichert. — Buch 1—5. — Leipzig: Harrassowitz, 1908—1909. — (Quellen und Forschungen zur Geschichte des Dominikanerordens, 2–3).
- Johannes Meyer. Liber de viris illustribus Ordinis Praedicatorum. Hrsg. von P. von Loë. — Leipzig: Harrassowitz, 1918. — S. 16–72. — (Quellen und Forschungen zur Geschichte des Dominikanerordens in Deutschland, 12).
- Johannes Meyer. Chronica brevis Ordinis Praedicatorum. Hrsg. von Heribert Christian Scheeben. — Vechta: Albertus-Magnus-Verlag, 1933. — 116 s. — (Quellen und Forschungen zur Geschichte des Dominikanerordens in Deutschland, 29).
- Das Leben der Brüder Predigerordens von Johann Meyer. Hrsg. von P. Wehbrink // Archiv der Deutschen Dominikaner. — Band 2. — Vechta: Albertus Magnus Verlag, 1939. — S. 99–133.
- Johannes Meyer. Das Amptbuch. Ed. by Sarah Glenn De Maris. — Rome: Angelicum University Press, 2015. — xxxii, 538 p. — ISBN 978-88-88660-66-0. — (Monumenta Ordinis Fratrum Praedicatorum Historica, 31).
- Women’s history in the Age of Reformation: Johannes Meyer’s chronicle of the Dominican observance. Ed. and transl. by Claire Taylor Jones. — Toronto, Ontario: Pontifical Institute of Mediaeval Studies, 2019. — x, 306 p. — ISBN 978-0-88844-308-3. — (Saint Michael’s College mediaeval translations; Mediaeval sources in translation, 58).